# Mallacoota odontoplax
Mallacoota odontoplax is een vlokreeftensoort uit de familie van de Maeridae. De wetenschappelijke naam van de soort is voor het eerst geldig gepubliceerd in 1936 door Pirlot.